# Joanna Taylor
Joanna Taylor (* 24. Juli 1978 Tooting, South London, London) ist eine britische Schauspielerin und Model.

## Leben
Taylor absolvierte eine Ausbildung an der Guildford School of Acting, einer Schauspielschule in der englischen Stadt Guildford. Ihren ersten Durchbruch erreichte sie mit ihrem Auftritt als Geri Hudson in der britischen Seifenoper Hollyoaks des Senders Channel 4. Ab 2001 trat sie in der Hauptrolle der britischen Polizistin Jackie Brown in der Fernsehserie Merseybeat von BBC One auf. 2004 spielte sie in dem deutsch-amerikanischen Katastrophenfilm Apokalypse Eis des Regisseurs Christoph Schrewe an der Seite der Schauspieler Dean Cain und Bettina Zimmermann die Rolle der Gegenspielerin Sarah Henley. 2007 trat sie in dem Film Back in Business als Fiona auf.
Des Weiteren engagiert sich Taylor seit 2007 für die britische Kinder-Krebshilfeorganisation CLIC Sargent.
Taylor heiratete am 7. Juli 2004 den englischen Fußballspieler Danny Murphy, den sie durch ihren Kollegen Louis Emerick in Barbados kennengelernt hatte. Nach ihrer Heirat mit Murphy schrieb Taylor im Jahr 2005 eine wöchentliche Kolumne in der Tageszeitung The Times in der Rubrik „Frauen von Fußballspielern“ (WAGs,  Footballer’s wife). Zusammen haben sie zwei gemeinsame Kinder, die Tochter Maya Eve Murphy (* 2006) und ihren Sohn Ethan Murphy (* 2010).

## Filmografie
- 1999: Wonderful You (Miniserie, eine Folge)
- 1999–2001: Hollyoaks (Fernsehserie)
- 2001: Hollyoaks: Indecent Behaviour
- 2001: The RDA (Fernsehserie, eine Folge)
- 2001: The Big Breakfast (Fernsehserie, eine Folge)
- 2001: Richard & Judy (Fernsehserie, eine Folge)
- 2002–2003: Mersey Beat (Fernsehserie, 11 Folgen)
- 2003: Today with Des and Mel (Fernsehserie, eine Folge)
- 2004: Loose Women (Fernsehserie, eine Folge)
- 2004: The Impressionable Jon Culshaw (Fernsehserie, eine Folge)
- 2004, 2009: Hell’s Kitchen (Fernsehserie, zwei Folgen)
- 2004: Apokalypse Eis (Post Impact)
- 2007: Back in Business